# Tylecodon schaeferianus
Tylecodon schaeferianus ist eine Pflanzenart der Gattung Tylecodon in der Familie der Dickblattgewächse (Crassulaceae).

## Beschreibung
Tylecodon schaeferianus wächst als sehr kleine und viel verzweigte, ausgebreitete Pflanze mit mehreren, sich kreuzenden Trieben und bildet damit kleine Polster. Die Triebe entspringen einer grauen, bis 10 Zentimeter Durchmesser erreichenden Knolle mit flockiger Rinde. Die ausgebreiteten und aufsteigenden Triebe bilden manchmal Luftwurzeln aus und werden 2 bis 5 Millimeter im Durchmesser. Die unregelmäßig graubraune Rinde wirkt durch die vereinzelten Phyllopodien knorrig.
Die verkehrt eiförmigen und elliptisch bis kreisrunden Blätter werden 5 bis 15 Millimeter lang und 6 bis 12 Millimeter dick. Sie sind ein wenig dorsiventral zusammengedrückt und an der stumpfen Spitze besitzen sie eine rötliche, aufgesetzte Spitze.
Der Blütenstand besteht aus bis zu 2,5 Zentimeter hohen Thyrsen, die ein bis zwei Monochasien tragen, an denen die ein bis zwei aufrechten Einzelblüten stehen. Der Blütenstiel wird bis 1 Zentimeter lang. Die rosa oder weiße, kahle und röhrige Blütenkrone wird 7 bis 10 Millimeter lang und 4 Millimeter breit. Die ausgebreiteten bis zurückgebogenen Zipfel werden 4 Millimeter lang.

## Systematik und Verbreitung
Tylecodon schaeferianus ist im südlichen Namibia und in Südafrika in den Provinzen Nordkap und Westkap in der Sukkulenten-Karoo verbreitet. Die Erstbeschreibung erfolgte 1923 als Cotyledon schaeferiana durch Kurt Dinter. Helmut Richard Tölken stellte die Art 1978 in die Gattung Tylecodon.
Synonyme sind Cotyledon hoerleiniana Dinter, Cotyledon schaeferi Dinter, Adromischus keilhackii Werderm., Cotyledon sinus-alexandri Poelln. und Tylecodon aridimontanus G.Will.